# Лашва (ријека)
Лашва је ријека у средњој Босни, Босни и Херцеговини, која једним дијелом протиче кроз Травник. Лашва настаје од двије „лашвице“, Караулске и Комарске, које се спајају у Турбету. Река Лашва се улива у Босну. Због важног географског положаја, долина Лашве је увијек била фреквентна саобраћајница, која природно спаја долину Босне на истоку, са врбаском долином на западу.